# Amon Sur
Amon Sur es un personaje de ficción del universo de DC Comics, un supervillano extraterrestre hijo del Linterna Verde Abin Sur. Amon Sur apareció por primera vez en Green Lantern (vol. 3) n.º 162 (junio de 2003), durante el crossover bimestral titulado "Caballeros Urbanos: El Sindicato del Círculo Negro" (Urban Knights: Black Circle Syndicate) que fue publicado en Green Arrow (vol. 3) n.º 23 al 25 y Green Lantern (vol. 3) n.º 162 al 164. Fue creado por los guionistas Judd Winick y Ben Raab, y el dibujante Charlie Adlard.

## Biografía ficticia del personaje
Amon Sur llegó a convertirse en la persona a cargo del sindicato del crimen conocido como el Círculo Negro. Amon, furioso con su padre por haberlo abandonado en favor de los Green Lantern Corps, decidió desquitarse con todos los Linternas Verdes. Finalmente fue detenido por el sucesor de Hal Jordan, Kyle Rayner, y una Guardiana del Universo de segunda generación llamada Lianna.
Tiempo después, Amon se enfrentó con el mismísimo Hal Jordan, quien regresó a su rol como Linterna Verde tras ser liberado de la influencia de Parallax. Hal venció al perturbajo Amon, pero este recibió un duplicado del anillo de Sinestro por parte de los qwardianos y desapareció. Luego de que Hal finalmente llevó y enterró el cuerpo de Abin Sur en su planeta natal, una misteriosa luz amarilla apareció en el cielo cuando Hal partió, posiblemente Amon llegando para visitar la tumba de su padre.

### Sinestro Corps
Amon Sur ha sido reclutado por los Sinestro Corps para representarlos en el Sector Espacial 2814. Inicialmente, los Sinestro Corps intentaron reclutar a Batman, pero su fuerte voluntad y el contacto previo con el anillo de un Linterna Verde le permitieron combatir su influencia. Después de la invasión de los Sinestro Corps a la Tierra, Amon Sur huyó temeroso al ver que ahora los Green Lantern Corps tenían permitido el empleo de fuerza letal.
Luego, Amon Sur apareció en el planeta Varva tras haber asesinado a la familia del fallecido Linterna Verde Ke'Haan. Como venganza, fue ejecutado por Laira de los Green Lantern Corps. Su anillo lo abandonó al morir e intentó llegar a manos del Espantapájaros en el Asilo Arkham, para reclutarlo como sucesor de Amon; sin embargo fue detenido por Hal Jordan y John Stewart. Este anillo fue luego destruido por los Guardianes.